# Cake pop
 (juillet 2017).

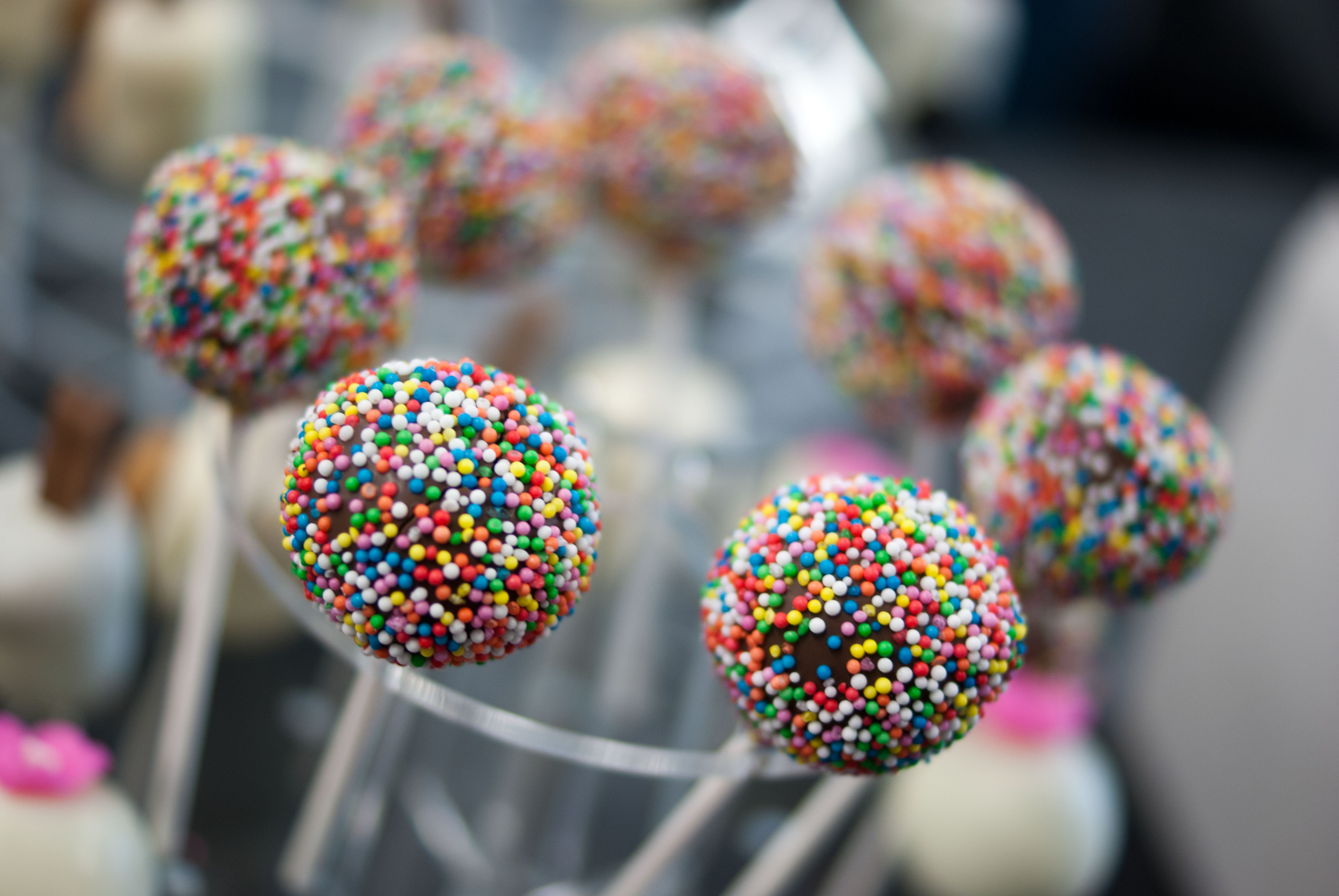
Cake pop.

Un cake pop, ou parfois pop cake, est un type de gâteau en forme de sucette.
Il s'agit généralement d'un petit gâteau arrondi de la taille d'une grosse bille qui est recouvert d'un glaçage, de chocolat ou de décorations, puis fixé sur un bâton de sucette.

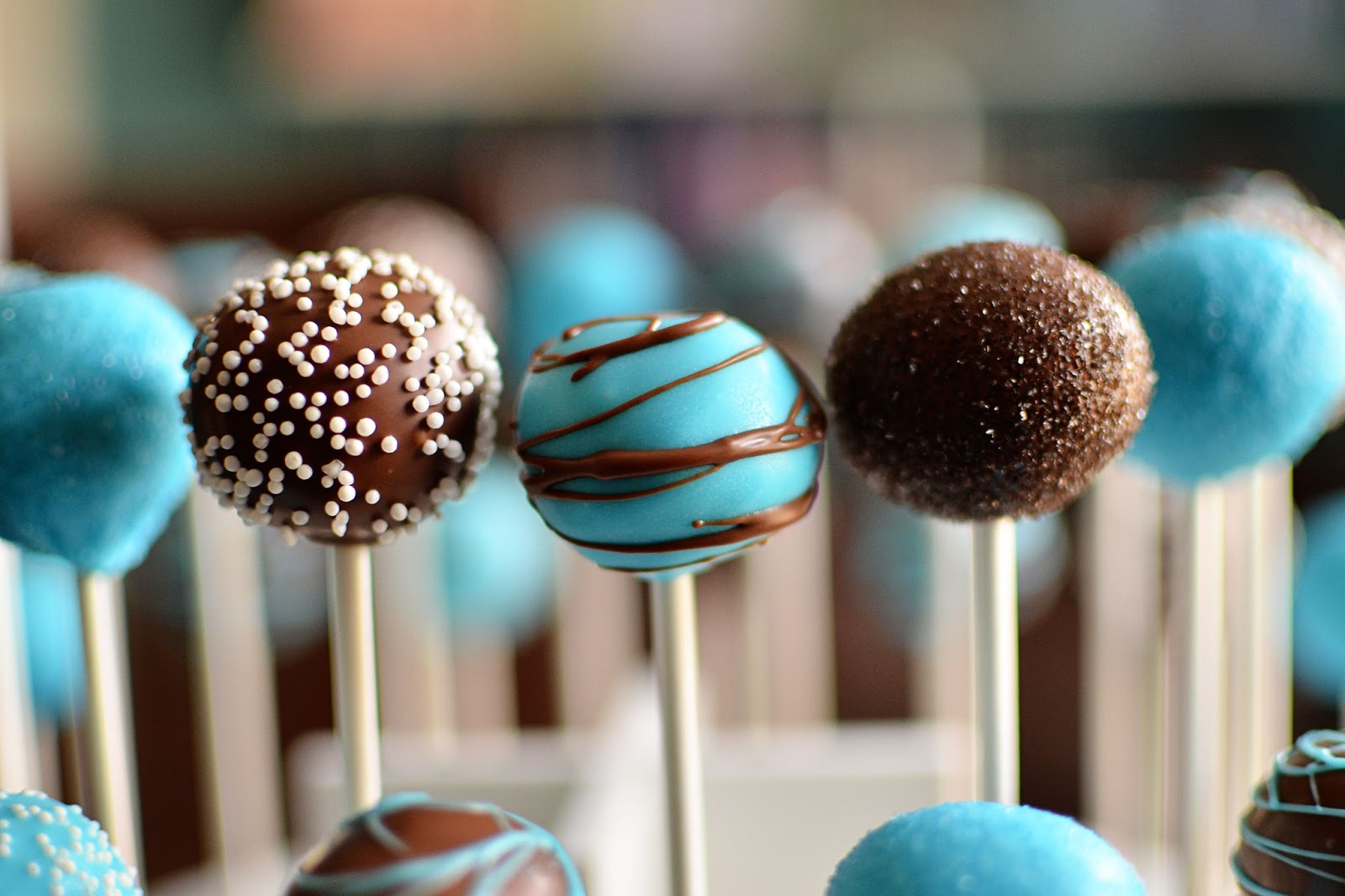
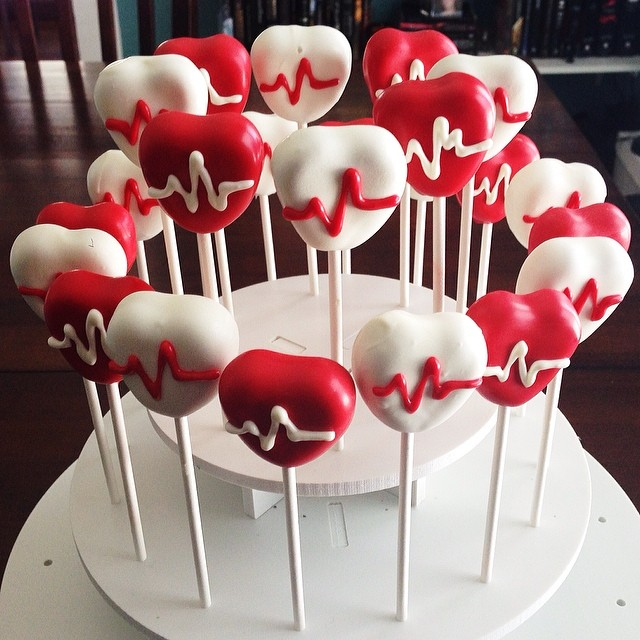
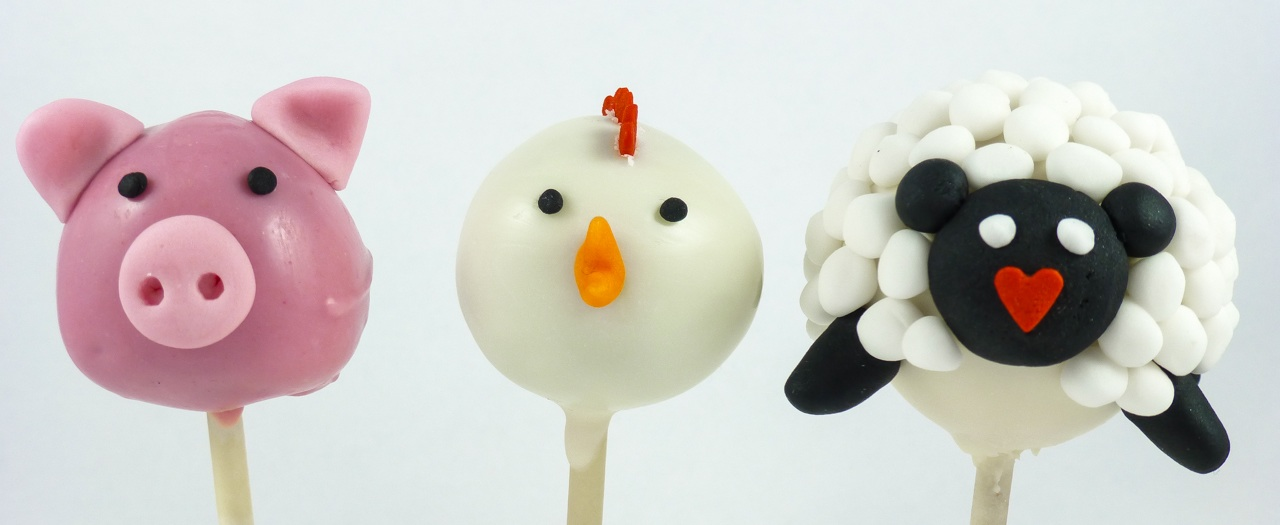
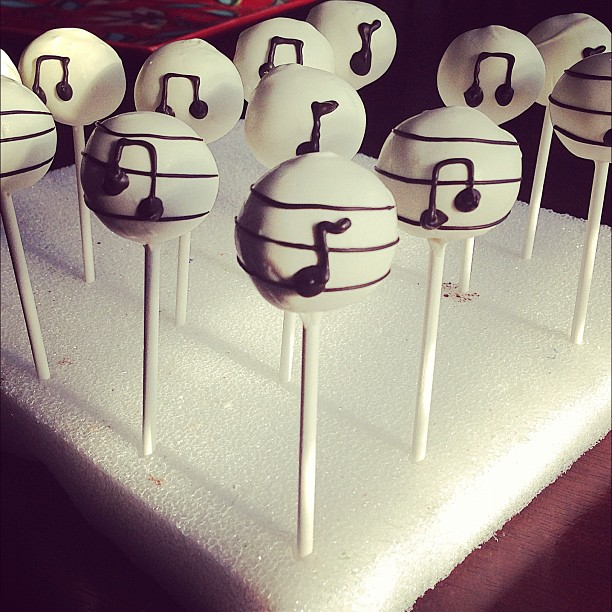